# Lista över naturreservat i Örebro län
Kommunvis lista över naturreservat i Örebro län

## Askersunds kommun
- Borgabergets naturreservat
- Djupedal (naturreservat)
- Dovrasjödalen
- Fagertärn (naturreservat)
- Flintemon
- Gimpeln
- Harge uddar
- Hargemarken
- Hjärtasjöns skärgård
- Kattegullsberget
- Klåvudden
- Knalla (naturreservat)
- Kopparbergs äng
- Kroktärnarna
- Kärramarken
- Laggarfall (naturreservat)
- Myggedalen
- Mårsätter
- Norra Vätterns skärgård
- Orkarebäcken
- Prinskullen
- Runsala (naturreservat)
- Råå uddar
- Snavlunda (naturreservat)
- Stadsparken, Askersund
- Sörsjön (naturreservat)
- Tjälvesta (naturreservat)
- Torpadalen
- Utnäset (naturreservat, Askersunds kommun)
- Ventärnen (naturreservat)
- Verkanäset
- Viken (naturreservat)
- Vissbodamon
- Väderkvarnsbacken
- Ödesdovra
- Örberga naturreservat

## Degerfors kommun
- Degernäs-Ramshöjden
- Gällberget
- Julömossen
- Jätteberget (naturreservat)
- Kroksjöskogen
- Lidetorpsmon
- Lilla Strömtorpsskogens naturreservat
- Lövfalla
- Norra Ölsdalen
- Råhöjden
- Stormossen (naturreservat, Degerfors kommun)
- Sveafallen
- Vargavidderna
- Västansjö naturreservat
- Östra Sälsjömossen
- Örgivsmossen

## Hallsbergs kommun
- Broby äng
- Dovrasjödalen
- Geråsens naturreservat
- Glottrakärrets naturreservat
- Herrfallsäng
- Hjärtasjöns skärgård
- Kvismaren (naturreservat)
- Lindhult (naturreservat)
- Lundby ängs naturreservat
- Nalavibergs ekäng
- Norrängenbeståndet
- Nygårdsvulkanens kalkbarrskog
- Oxaryggen
- Skåle (naturreservat)
- Sköllersta prästäng
- Sotterns skärgård
- Stenön (naturreservat)
- Stocksätterskogen
- Stommens ekäng
- Stora Kortorps naturreservat
- Tomta hagar

## Hällefors kommun
- Bergvikskullen
- Björskogsnäs
- Blecktjärnsskogen
- Bofallsmossen
- Brunnshyttebäcken
- Djupa dalen
- Fulbergets naturreservat
- Grängshytteforsarna
- Gällsjöhöjden
- Hammarmossen
- Hållsjöskogens naturreservat
- Hökhöjden
- Jönshyttans naturreservat
- Kaljoxadalen
- Kamptjärnsbrännan
- Kittelmyrens naturreservat
- Kindla
- Knuthöjdsmossen
- Lampahöjd
- Limmingsbäcken
- Lokadalen
- Mettjärn (naturreservat)
- Murstensdalen
- Nedre Sävälven
- Nittälven (naturreservat, Örebro län)
- Norra Ekebergs naturreservat
- Saxeknuts naturreservat
- Saxhyttan (naturreservat)
- Siksandshöjden
- Skatviksgrottorna
- Skålen (naturreservat)
- Skärjenöarnas naturreservat
- Ställbergsmossen
- Sundsjömarken
- Svinhöjden
- Sörgårdsmarkens naturreservat
- Tjuråsen
- Ulvdrågen
- Västeråsmossen
- Övre Sävälven

## Karlskoga kommun
- Angsjön (naturreservat) ]
- Blecktjärnsskogen
- Bofallsmossen
- Bullerdalen
- Båsbergen
- Djupa dalen
- Falbergshöjden
- Fisksjön (naturreservat)
- Fjärhanabergen
- Flatlandsmossen
- Fuxbouddens naturreservat
- Gällsjöhöjden
- Imälvens ängars naturreservat
- Kärne
- Lobergshöjden
- Lokadalen
- Lunnedet
- Malmhöjden
- Råhöjden
- Råmossen
- Rävåsen (naturreservat, Karlskoga kommun)
- Rövarbro skans
- Svarttjärnsskogen
- Torkesviken
- Trangärdet
- Trehörningen (naturreservat, Karlskoga kommun)
- Trösälvens naturreservat
- Älvskogen
- Ängsmossetjärnarna
- Örgivsmossen
- Örvartjärns naturreservat

## Kumla kommun
- Björka lertag
- Hult (naturreservat)
- Hällkistans naturreservat
- Kvismaren
- Norra Mossby
- Viaskogen

## Laxå kommun
- Boramossen
- Getaryggen
- Juarbergen
- Karamossen
- Kroktärnarna
- Kråksjöåsen-Kojemossen
- Midsommarbergets naturreservat
- Mossabergets naturreservat
- Pippelåsarna
- Rankemossen
- Rockebro
- Skagershultsmossen
- Tutterskulle
- Vargavidderna

## Lekebergs kommun
- Baggetorp (naturreservat)
- Bergaskogen
- Botåsen
- Båsbergen
- Dunderklintarna
- Ekåsen
- Fiskartorpets ekhage
- Grytskogen
- Gökhults groddammar
- Håvesta ekhage
- Härvesta ekhage
- Jönsaskogens naturreservat
- Kilaskogen
- Klunkhytte skans (naturreservat)
- Kroksjöskogen
- Kungshalls naturreservat
- Lekeberga-Sälven
- Limstensgruvornas naturreservat
- Sixtorp (naturreservat)
- Skagershultsmossen
- Stenbäcken (naturreservat, Lekebergs kommun)
- Storsjögångan
- Svartkärr
- Svenshyttan (naturreservat)
- Södra Vissboda naturreservat
- Tjugestaåsen
- Trehörningen (naturreservat, Karlskoga kommun)
- Trystorps ekäng
- Ugglehöjden
- Vinterbrons naturreservat
- Vretalundsskogens naturreservat
- Älgtjärnarna (naturreservat)
- Örvaremossens naturreservat

## Lindesbergs kommun
- Balsta (naturreservat)
- Bastvikens naturreservat
- Forsåns maders naturreservat
- Garpbäcken
- Getapulien (naturreservat)
- Gränseskogen
- Grönbo (naturreservat)
- Gäddtjärn (naturreservat)
- Hammarskogsåns naturreservat
- Helgedomen
- Hällabomossen
- Hökaberget
- Kapellet (naturreservat)
- Kindla
- Knattorpsmossen
- Kofallets naturreservat
- Krontallen
- Köttsala
- Lejakärret
- Lejaskogen
- Liaskogen
- Liljekonvaljholmen
- Lilla Korslången (naturreservat)
- Långa tjärnarna (naturreservat)
- Malingsbo-Kloten
- Munkhyttan (naturreservat)
- Mårdshytte kalkskog
- Norrbyhammar (naturreservat)
- Notkojudden
- Näset (naturreservat, Lindesbergs kommun)
- Rasbackstjärns naturreservat
- Råsvalen (naturreservat)
- Spångabäcken
- Stora Andsjöberget
- Stora Knattorpsmossen
- Tempelbacken
- Utterbäcken (naturreservat)
- Valsjöheden
- Valsjötjärnen (naturreservat)
- Yttre Munkhyttans naturreservat

## Ljusnarsbergs kommun
- Brattforsen
- Djupdalshöjden
- Dragtjärns naturreservat
- Finnkullberget
- Genstigsbrännan
- Getryggsområdet
- Jämmerdalen
- Kaljoxadalen
- Lilla Kroktjärnsberget
- Ljustjärnsskogen
- Malingsbo-Kloten
- Mördarheden
- Nittenmossen (Örebro län)
- Nittälven (naturreservat, Örebro län)
- Nittälvsbrännan
- Rällsälven och Bredsjöbäckens naturreservat
- Salboknös
- Södra Sandsjöåsen
- Övre Nittälvsdalen

## Nora kommun
- Alntorps storskog
- Amboberget
- Björkbergsbacken
- Bondabrobäcken
- Bromängen
- Dalbotorpsravinerna
- Dammsjöhöjden
- Erikaberget
- Fibbetorpsskogen
- Håkansbodaberget
- Järlehytteskog
- Järleåns naturreservat
- Knapptorps naturreservat
- Kvarnbäcken-Lerkesån
- Lillsjöbäckens naturreservat
- Limberget
- Lobråtens naturreservat
- Meshattbäcken
- Näsmarkerna
- Röbergshagemossen
- Siksandshöjden
- Skärmarbodabergen
- Skärjenöarnas naturreservat
- Stadsskogen, Nora
- Stensjön (naturreservat, Nora kommun)
- Storön (naturreservat, Nora kommun)
- Södra Fingerboda naturreservat
- Tallskaten
- Tjuråsen
- Utterbäcken (naturreservat)
- Vena hage
- Venakärret
- Älvhytteängen

## Örebro kommun
- Amboberget
- Arvaby (naturreservat)
- Axbergs-Berga naturreservat
- Berga äng
- Björköns naturreservat
- Blänkabacken
- Boglundsängen
- Bondabrobäcken
- Brevens tallskogar (del i Örebro län)
- Brunstorpskärret
- Derbol
- dunderklintarna
- Ekeby dreve
- Ekeby ekhages naturreservat
- Fåran
- Gladarberget
- Grundholmarna
- Göksholm (naturreservat)
- Hanstorpabergets naturreservat
- Holmstorp (naturreservat)
- Hässlebyskogen
- Kalkberget
- Kanterboda
- Kapellet (naturreservat)
- Kränglan
- Kulanbeståndet
- Kvarnbäcken-Lerkesån
- Kvinnerstatorps naturreservat
- Kvismaren (naturreservat)
- Kåviängen
- Latorpsängarna
- Löreskogens naturreservat
- Lövbrickan
- Mantorpsskogen
- Markaskogen
- Nasta marmorbrott
- Olles hage
- Oset och Rynningeviken
- Ramshytte ängar
- Reträtten
- Rottorps naturreservat
- Röbergshagemossen
- Segersjö (naturreservat)
- Skitåsen
- Skvaleberget
- Sotterns skärgård
- Stockebäcksäng
- Stora Knattorpsmossen
- Svenstorps naturreservat
- Sörön
- Trolldalen (naturreservat)
- Tysslingen (naturreservat)
- Tåsta
- Ullavi klint (naturreservat)
- Varbergaskogen
- Vargkitteln
- Vinteråsen
- Ånnaboda
- Ånnarote
- Öknaskogen